# Pat Conacher
Patrick John „Pat“ Conacher (* 1. Mai 1959 in Edmonton, Alberta) ist ein ehemaliger kanadischer Eishockeyspieler und -trainer sowie derzeitiger -funktionär. Der linke Flügelstürmer bestritt zwischen 1980 und 1996 unter anderem über 500 Spiele für sechs Teams in der National Hockey League, den Großteil davon für die New Jersey Devils und die Los Angeles Kings. Mit den Edmonton Oilers gewann er in den Playoffs 1984 den Stanley Cup. Als Trainer war Conacher unter anderem als Assistent bei den Phoenix Coyotes in der NHL sowie als Cheftrainer in der AHL und in Juniorenligen tätig. Seit 2013 fungiert er als General Manager bzw. Director of Hockey Operations der Utica Comets aus der AHL.

## Karriere

### Als Spieler

#### Anfänge und Stanley-Cup-Gewinn
Pat Conacher spielte in seiner Jugend unter anderem für die Battleford Barons in der Saskatchewan Junior Hockey League, bevor er zur Saison 1977/78 in die höherrangige Western Canada Hockey League wechselte, die sich im Folgejahr in Western Hockey League (WHL) umbenennen sollte. Dort lief er knapp eineinhalb Jahre für die Billings Bighorns auf, bevor er innerhalb der WHL zu den Saskatoon Blades transferiert wurde und dort den Rest der Spielzeit 1978/79 verbrachte. Anschließend wählten ihn die New York Rangers im NHL Entry Draft 1979 an 76. Position aus und holten ihn zur Saison 1979/80 in ihre Organisation. Vorerst wurde der Angreifer hauptsächlich beim Farmteam der Rangers, den New Haven Nighthawks, in der American Hockey League (AHL) eingesetzt, bevor er im Januar 1980 für New York in der National Hockey League (NHL) debütierte. Seine weitere Entwicklung wurde in der Folge jedoch von einer schwerwiegenden Knöchelverletzung zurückgeworfen, aufgrund derer der Kanadier die komplette Spielzeit 1981/82 aussetzen musste. In den zwei Jahren danach stand er nur in nur sechs weiteren Partien für die Rangers auf dem Eis und spielte somit überwiegend für die Springfield Falcons in der AHL sowie für die Tulsa Oilers in der Central Hockey League, ehe sein im Sommer 1983 auslaufender Vertrag nicht verlängert wurde.
Im Oktober 1983 schloss sich Conacher als Free Agent den Edmonton Oilers aus seiner Heimatstadt an, bei denen er anschließend seine erste Saison absolvierte, in der er mehr Einsatzzeit in der NHL als in der AHL bei den Moncton Alpines erhielt. Zudem gewann er mit dem Team in den folgenden Playoffs 1984 den ersten Stanley Cup der Franchise-Geschichte, wobei er zwar nur drei Partien bestritt, in der Finalserie gegen die New York Islanders allerdings ein Tor verzeichnete. Nach diesem größten sportlichen Erfolg seiner Karriere wurde der Flügelstürmer in der gesamten Spielzeit 1984/85 beim neuen AHL-Farmteam der Oilers eingesetzt, den Nova Scotia Oilers, bevor er im Sommer 1985 keinen weiterführenden Vertrag in Edmonton erhielt.

#### New Jersey, Los Angeles und Karriereende
Im August 1985 wechselte Conacher somit – abermals als Free Agent – zu den New Jersey Devils, bei denen er weiterhin vorrangig in Minor Leagues eingesetzt wurde, bei den Maine Mariners sowie später bei den Utica Devils in der AHL. Erst das Spieljahr 1988/89 markierte das erste, in dem er ausschließlich in der NHL auf dem Eis stand, wobei er in 55 Spielen zwölf Scorerpunkte für New Jersey verzeichnete. Schließlich gaben ihn die Devils nach sieben Jahren in ihrer Organisation im September 1992 ohne weitere Gegenleistung an die Los Angeles Kings ab.
Mit den Kings erreichte Conacher in den Playoffs 1993 prompt sein zweites Stanley-Cup-Finale, unterlag dort allerdings den Canadiens de Montréal mit 1:4. Im Laufe der post-season hatte er in 24 Partien sechs Tore und vier Vorlagen beigesteuert. In der Folgesaison 1993/94 verzeichnete der Kanadier mit 28 Punkten aus 77 Spielen seine persönliche Karriere-Bestleistung in der NHL. Nach knapp dreieinhalb Jahren in Los Angeles wurde er im Februar 1996 im Tausch für Craig Ferguson an die Calgary Flames abgegeben, die ihn nur einen Monat später samt einem Sechstrunden-Wahlrecht für den NHL Entry Draft 1997 zu den New York Islanders transferierten und dafür Bob Sweeney erhielten. Im Trikot der Islanders absolvierte der Angreifer seine letzten NHL-Partien, bevor er seine Karriere  im September 1996 für beendet erklärte. Allerdings kehrte er nach einem Jahr Pause noch einmal aufs Eis zurück und bestritt im Laufe der Saison 1997/98 insgesamt 34 Partien für die kanadische Nationalmannschaft, ohne die Auswahl jedoch bei einem großen Turnier zu vertreten. 1998 beendete Conacher seine aktive Laufbahn endgültig, in der er 588 NHL-Spiele bestritten und dabei 160 Scorerpunkte erzielt hatte, während in der AHL 477 Partien bei 353 Punkten zu Buche standen.

### Als Trainer und Funktionär
Nachdem Conacher bereits während seiner Zeit in der Nationalmannschaft erste Erfahrungen als Trainer gesammelt hatte, wurde er zur Spielzeit 1999/00 als Assistenztrainer der Kelowna Rockets aus der WHL eingestellt. Diese Position hatte er nur ein Jahr inne, ehe er in die NHL zurückkehrte und von 2000 bis 2004 als Assistent von Bob Francis bei den Phoenix Coyotes hinter der Bande stand. Es folgte jeweils ein Jahr als Cheftrainer der Utah Grizzlies und der San Antonio Rampage in der AHL, bevor er sich von 2006 bis 2010 in einen Hiatus begab und zeitweise als Scout für die Toronto Maple Leafs tätig war. Zur Saison 2010/11 kehrte der Kanadier in die WHL zurück und war als Assistent von Marc Habscheid als Trainer und Manager bei den Chilliwack Bruins tätig, ehe er von 2011 bis 2013 die Regina Pats als Headcoach betreute. Dies sollte seine vorerst letzte Position als Trainer darstellen, da Conacher im August 2013 als neuer Director of Hockey Operations im Management der Utica Comets aus der AHL angestellt wurde. Diese Funktion bekleidet er bis heute und übernahm bis 2017 auch die Aufgaben des General Managers, bevor Ryan Johnson in dieser Position engagiert wurde.

## Erfolge und Auszeichnungen
- 1984 Stanley-Cup-Gewinn mit den Edmonton Oilers

## Karrierestatistik
(Legende zur Spielerstatistik: Sp oder GP = absolvierte Spiele; T oder G = erzielte Tore; V oder A = erzielte Assists; Pkt oder Pts = erzielte Scorerpunkte; SM oder PIM = erhaltene Strafminuten; +/− = Plus/Minus-Bilanz; PP = erzielte Überzahltore; SH = erzielte Unterzahltore; GW = erzielte Siegtore; 1 Play-downs/Relegation; Kursiv: Statistik nicht vollständig)

## Trivia
Pat Conacher ist nicht mit der ebenfalls aus der NHL bekannten Familie um Lionel, Charlie, Roy, Pete, Brian und Cory Conacher verwandt.